# Ebo bucklei
Ebo bucklei es una especie de araña cangrejo del género Ebo, familia Philodromidae. Fue descrita científicamente por Platnick en 1972.

## Distribución
Esta especie se encuentra en Canadá.